# Devonté Hynes

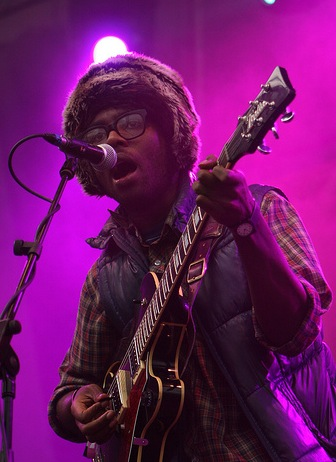
Devonté Hynes, 2008

Devonté „Dev“ Hynes (* 23. Dezember 1985 als David Joseph Michael Hynes in Houston, Texas) ist ein Sänger, Songschreiber, Komponist, Regisseur, Produzent und Performance-Künstler. Er wuchs im Londoner Stadtteil Ilford auf und lebt heute in New York City. Größere Bekanntheit erlangte Hynes unter dem Pseudonym Blood Orange.

## Musikkarriere
Devonté Hynes begann seine musikalische Karriere 2004 als Teil der Hardcore-Punkband Test Icicles, mit der er zwei Alben veröffentlichte, darunter 2005 For Screening Purposes Only. 2006 trennte Hynes sich dann von der Band und ging fortan dem Soloprojekt Lightspeed Champion nach. Hinter dem Künstlernamen kreierte der Musiker nun einen sanften Folk-Alternative Sound und veröffentlichte zwei Alben, 2008 die Debütplatte Falling Off the Lavender Bridge und 2010 das Nachfolgewerk Life Is Sweet! Nice to Meet You. Zu dieser Zeit produzierte und schrieb er ebenfalls bereits Songs für andere Künstler, darunter Theophilus London und Solange.
Hynes zog kurz darauf nach New York City um und widmete sich fortan verstärkt einem neuen Soloprojekt: Blood Orange. Unter dem neuen Pseudonym erschien 2011 das erste Album Coastal Groovers, dessen Sound noch an vergangene Lightspeed Champion Songs erinnert. Mit dem Folgewerk Cupid Deluxe aus dem Jahr 2013 scheint Hynes seinen neuen Sound gefunden zu haben. Die Platte vereint einen weichen Gesang mit R&B, Funk, Disco, Rap und Soul der 80er-Jahre. Das Album enthält Gastbeiträge unter anderem vom britischen Rapper Skepta. 2016 folgte das Album Freetown Sound, mit dem Hynes seinem Sound treu bleibt. Das Album enthält Gastbeiträge von Nelly Furtado und Debbie Harry sowie Spoken-Word-Poesie von Ashlee Haze. Der Name des Albums ist eine Anspielung auf die Heimatstadt des Vaters in Sierra Leone, Freetown. Das Album wurde von Consequence of Sound zu den 50 besten Alben des Jahres 2016 gewählt.
Zwei Jahre später, 2018, folgte das dritte Studioalbum Negro Swan, auf dem Blood Orange erneut verschiedenen Interpreten vereint, darunter A$AP Rocky, Diddy und den Jazz-Musiker Steve Lacey. Mit dieser Veröffentlichung festigte Hynes seinen nunmehr typischen Sound und setzte erneut auf das Stilmittel von Sprachsamples gepaart mit sanften Klängen, die von Popmusik geprägt sind. Im Jahr 2019 erschien das bis dato letzte Blood Orange Album Angel's Pulse. Hierbei greift Hynes auf Gastbeiträge von Toro y Moi, Gangsta Boo, Ian Isiah oder Tinashe zurück.
Regelmäßig arbeitete Dev Hynes mit anderen namhaften Künstlern für deren musikalische Projekte zusammen, darunter Blondie, Florence Welch von Florence + the Machine, Mariah Carey, Mac Miller, Carly Rae Jepsen oder Kylie Minogue.
Parallel zum musikalischen Schaffen als Blood Orange komponiert Devonté Hynes ebenfalls Filmmusik und Soundtracks unter seinem bürgerlichen Namen. 2014 komponierte er die Musik zu Palo Alto, einem Film von Gia Coppola, der auf den Kurzgeschichten Palo Alto von James Franco basiert. Ebenfalls ist Hynes für die Filmmusik von Queen & Slim verantwortlich, einem romantischen Thriller von Melina Matsoukas, der 2019 erschien. Die Regisseurin ist ebenfalls bekannt für ihre Musikvideos von Beyoncé und Rihanna. Aus der Feder von Hynes stammt zudem weitere Filmmusik, darunter für We Are Who We Are, Mainstream, HBO's In Treatment und Passing.

### Besondere Auftritte
Im Dezember 2015 gab Hynes mehrere Benefizkonzerte im legendären Apollo Theater im New Yorker Stadtteil Harlem. Unter dem Namen Blood Orange & Friends brachte er an mehreren Abenden verschiedene Künstler und Mitwirkende auf die Bühne, darunter Caroline Polachek von Chairlift, Nelly Furtado, Solange Knowles, Le1f und Junglepussy. Die Einnahmen der Auftritte gingen an die Opus 118 Harlem School of Music. Das Duett mit Nelly Furtado, Hadron Collider, konnte an den Abenden exklusiv auf Kassette erworben werden.

## Sonstiges
Devonté Hynes lebt und arbeitet in New York City. Er spielt mehrere Instrumente, darunter Cello, Piano und Gitarre.
Hynes verarbeitet in seiner Musik, insbesondere den Blood Orange Veröffentlichungen, immer wieder gesellschaftspolitische Themen wie Rassismus, Diskriminierung, und Homophobie. Er befasst sich mit seiner Identität als Afrobrite in den USA und spielt mit den verschiedenen Geschlechterrollen, letzteres zeigt sich auch über die Musik hinaus in seinem Kleidungsstil und seiner Bildsprache.
Devonté Hynes pflegt enge Beziehungen zur Modeszene und hat wiederholt gemodelt, unter anderem für das angesagte New Yorker Label Telfar und die Debütkollektion von Virgil Abloh für Louis Vuitton.

## Diskografie

### Alben (Lightspeed Champion)
- 2008: Falling Off the Lavender Bridge
- 2010: Life Is Sweet! Nice to Meet You

### Alben (Blood Orange)
- 2011: Coastal Groovers
- 2013: Cupid Deluxe
- 2016: Freetown Sound
- 2018: Negro Swan
- 2019: Angel’s Pulse

### EPs (Lightspeed Champion)
- 2010: Bye Bye

### EPs (Blood Orange)
- 2018: Black History
- 2022: Four Songs

### Singles (Lightspeed Champion)
- 2007: Galaxy of the Lost
- 2007: Midnight Surprise
- 2008: Tell Me What It's Worth
- 2010: Marlene
- 2010: Madame Van Damme

### Singles (Blood Orange)
- 2011: Champagne Coast (UK: Silber, US: Platin)
- 2012: Dinner
- 2013: You’re Not Good Enough
- 2015: Sandra’s Smile
- 2015: Hadron Collider (featuring Nelly Furtado)
- 2016: Augustine
- 2018: Chewing Gum (featuring A$AP Rocky)
- 2018: Charcoal Baby (US: Gold)

### Gastbeiträge
- 2011: Flying Overseas (Theophilus London featuring Devonté Hynes & Solange)
- 2014: Figure It Out (Theophilus London featuring Dev Hynes)
- 2014: Bet (Tinashe featuring Devonté Hynes)
- 2015: Change (Le1f/Kalifa featuring Devonté Hynes)
- 2017: Next to Me (Tyler Cole featuring Dev Hynes & WILLOW)
- 2018: Giving Me Life (Mariah Carey featuring Slick Rick & Blood Orange)
- 2018: Margiela Problems (MadeinTYO featuring Blood Orange)
- 2019: Shine (Danny Brown featuring Blood Orange)
- 2020: Call Me (Freestyle) (Park Hye Jin featuring Blood Orange)
- 2021: It’s Not My Choice (Mykki Blanco featuring Blood Orange)
- 2021: Bound (Wet featuring Blood Orange)
- 2021: Alien Love Call und Lonely Dezires (Turnstile featuring Blood Orange)

### Remixes
- 2012: You’re the One (Blood Orange Remix) – Charlie XCX
- 2014: Chandelier (Dev Hynes Remix) – Sia
- 2018: Smoke (Remix) (featuring Yves Tumor, Ian Isiah)
- 2019: Dark & Handsome – A COLORS SHOW
- 2020: Borderline (Blood Orange Remix) – Tame Impala
- 2021: Deep Down (Blood Orange Remix) – Paul McCartney
- 2021: Same Old Story (Blood Orange Remix) – Sugarbabes
- 2021: Sunset Village (Blood Orange Remix) – Beverly Glenn-Copeland

### Musik für Film & Fernsehen
- 2014: Palo Alto (Original Motion Picture Score)
- 2019: Fields
- 2019: Queen & Slim (Original Motion Picture Score)
- 2020: We Are Who We Are (Original Series Score)
- 2021: Mainstream (Original Motion Picture Soundtrack)
- 2021: In Treatment (HBO Original Series Soundtrack)
- 2021: Passing (Music from and Inspired by the Original Motion Picture)

## Auszeichnungen für Musikverkäufe
| Goldene Schallplatte - Kanada - 2025: für die Single Champagne Coast - 2025: für die Single Charcoal Baby |

| Land/RegionAuszeichnungen für Musikverkäufe (Land/Region, Auszeichnungen, Verkäufe, Quellen) | Silber  | Gold     | Platin  | Verkäufe  | Quellen         |
| -------------------------------------------------------------------------------------------- | ------- | -------- | ------- | --------- | --------------- |
| Kanada (MC)                                                                                  | —       | 2× Gold2 | —       | 80.000    | musiccanada.com |
| Vereinigte Staaten (RIAA)                                                                    | —       | Gold1    | Platin1 | 1.500.000 | riaa.com        |
| Vereinigtes Königreich (BPI)                                                                 | Silber1 | —        | —       | 200.000   | bpi.co.uk       |
| Insgesamt                                                                                    | Silber1 | 3× Gold3 | Platin1 |           |                 |